# Simone Mago
Simone Mago, conosciuto anche come Simon Mago o Simone il magio (in greco antico: Σίμων ὁ μάγος?, in latino Simon Magus; forse originario di Gitton, Getthon o Gitta, villaggio della Samaria; I secolo ... – ...; fl. I secolo) è stato un teologo, eretico e occultista samaritano.
Personaggio degli Atti degli Apostoli, è considerato dagli eresiologi cristiani il primo degli eretici e proto-gnostico samaritano.
Secondo gli Atti, Simone fu un magos samaritano o una carismatica figura religiosa del I secolo d.C., convertitosi al cristianesimo dopo esser stato battezzato da Filippo Evangelista. Simone si sarebbe poi scontrato con Pietro apostolo tentando di acquisire il potere di conferire lo Spirito Santo: da questo evento deriva il termine simonia, indicante la compravendita di cariche ecclesiastiche.
Altre testimonianze sulla sua vita sono presenti in alcuni autori del II secolo, ma non sono considerate attendibili. Alcune tradizioni su Simone sono presenti in alcuni testi ortodossi, in particolare quelli di Ippolito di Roma ed Epifanio di Salamina, dove viene descritto come il fondatore dello gnosticismo; queste attestazioni sono state accettate da alcuni studiosi contemporanei, mentre altri rifiutano la possibilità che egli sia stato uno gnostico, in quanto quasi per nulla considerato come tale dai Padri della Chiesa.
Giustino martire, che fu egli stesso un nativo della Samaria del II secolo, testimoniò che tutti i samaritani del suo tempo aderivano al culto di un certo "Simon di Gitta", villaggio non lontano da Flavia Neapolis. Ireneo di Lione credeva invece che egli fosse il fondatore della setta dei Simoniani.
Ippolito cita uno scritto che attribuisce a Simon Mago o a un suo seguace simoniano, l'Apophasis Megale o Grande Rivelazione, mentre secondo gli eresiologi del periodo paleocristiano, Simone avrebbe scritto numerosi trattati andati perduti, due dei quali intitolati I Quattro Quarti del Mondo e I Sermoni del Confutatore.
Nei testi apocrifi come gli Atti di Pietro, gli Pseudo-Clementini e la Lettera degli Apostoli, Simone appare come un formidabile stregone, in grado di levitare e volare a comando. Viene alcune volte appellato come il "cattivo samaritano", in opposizione alla Parabola del buon samaritano per la malvagità della sua persona. Le Costituzioni apostoliche lo accusano inoltre di "anarchia" (antinomismo).

## Biografia

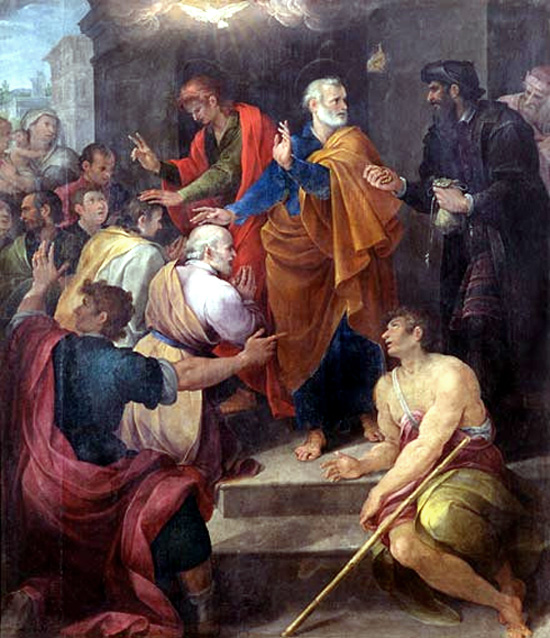
Avanzino Nucci, Confronto tra San Pietro e Simon Mago, 1620, Cappella Brancacci, Firenze. Simone è il personaggio sulla destra, vestito di nero.

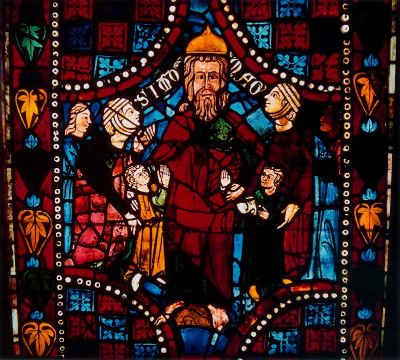
Vetrata della Cattedrale di León raffigurante Simone Mago.

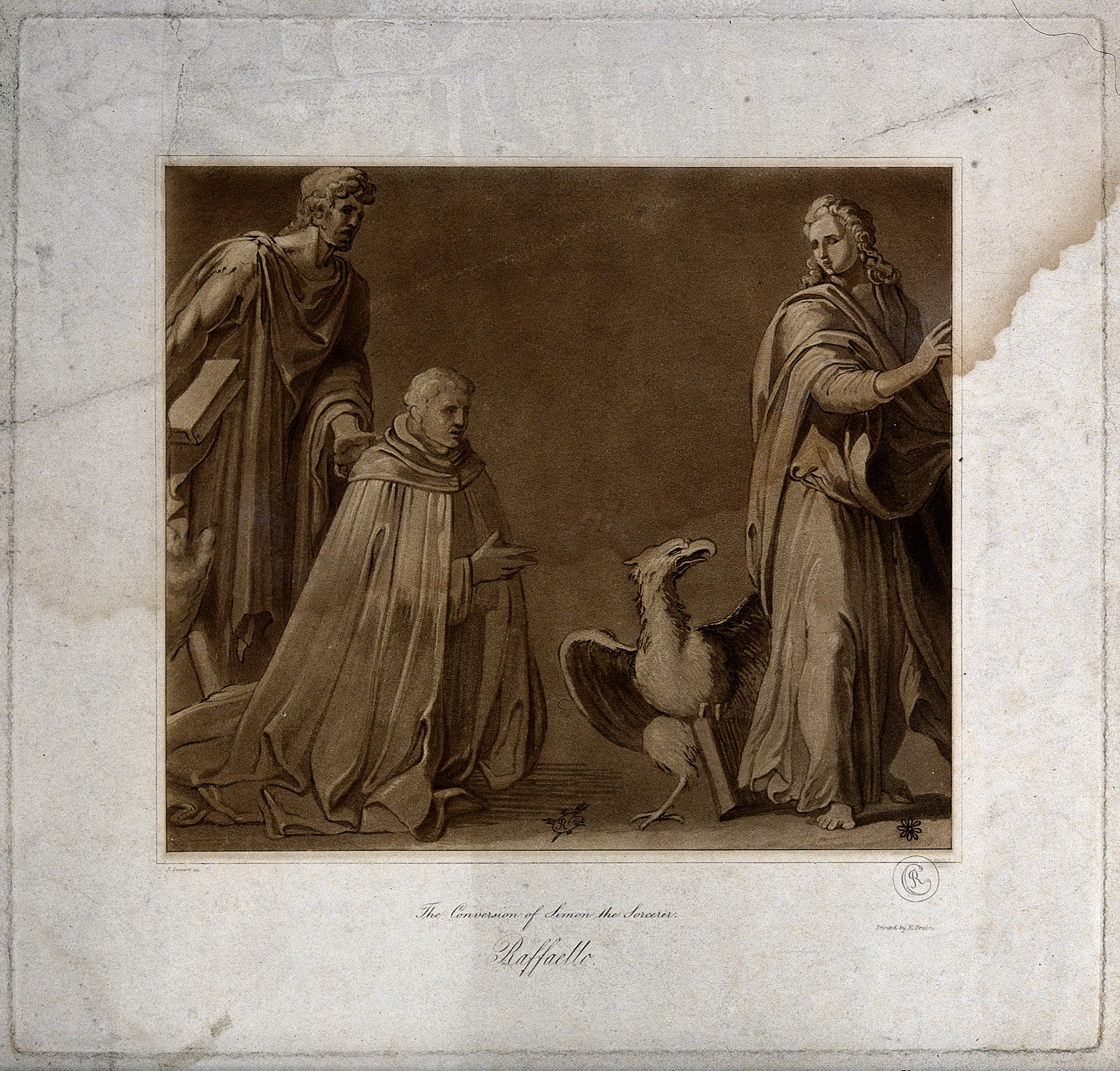
Conversion of Simon the Sorcerer. Acquatinta di J. Stewart da disegno di Raffaello Sanzio

### Atti degli Apostoli
Nel canone biblico, gli Atti degli Apostoli dedicano una breve narrazione incentrata sulla figura di Simon Mago; questa è la sua unica apparizione all'interno del Nuovo Testamento.
Allora gli apostoli che erano a Gerusalemme, saputo che la Samaria aveva ricevuto la parola di Dio, vi mandarono Pietro e Giovanni. I quali, essendo discesi là, pregarono per loro affinché ricevessero lo Spirito Santo, poiché non era ancora disceso sopra alcuno di loro, ma erano stati soltanto battezzati nel nome del Signore Gesù. Allora imposero loro le mani ed essi ricevettero lo Spirito Santo.
Simone, vedendo che per l'imposizione delle mani degli apostoli era dato lo Spirito Santo, offrì loro del denaro, dicendo: “Date anche a me questo potere, affinché colui al quale io imponga le mani riceva lo Spirito Santo”. Ma Pietro gli disse: “Il tuo denaro vada con te in perdizione, poiché hai stimato che il dono di Dio si acquisti con denaro. Tu, in questo, non hai parte né sorte alcuna, perché il tuo cuore non è retto davanti a Dio. Ravvediti dunque di questa tua malvagità e prega il Signore affinché, se è possibile, ti sia perdonato il pensiero del tuo cuore. Vedo infatti che tu sei pieno di amarezza e prigioniero d'iniquità”. E Simone, rispondendo, disse: “Pregate voi il Signore per me, affinché nulla di ciò che avete detto mi accada".»
(Atti 8,9-24)
Secondo la versione presente nella Bibbia, Simone sarebbe stato un semplice occultista e illusionista, capace di far credere alle persone della sua regione di essere in possesso di poteri sovrannaturali. Mancano però riferimenti storici precisi sulla sua esistenza e sulle sue opere, delle quali sappiamo da fonti indirette. Sappiamo che fosse più vecchio del Cristianesimo, in quanto la predicazione di San Filippo diacono, giunto in Samaria da Gerusalemme poco dopo il 37 d.C., quindi essendo nato per forza prima del 30 d.C. (con Gesù ancora in vita) per godere di grande autorità, guadagnando con le sue arti magiche nella sua città molti seguaci. Inoltre, la frase detta dai samaritani “Costui è 'la potenza di Dio', che si chiama 'la Grande'” potrebbe confermare la locazione e il fatto che le persone si siano affidati a lui: una tale concezione del "potere di Dio" sostanzializzato in indipendenti personalità, pensiero a metà tra il filosofico e il mitologico di provenienza ellenica, sarebbe stato impensabile in Giudea, mentre la Samaria era molto più aperta ed influenzata al tempo dagli ideali diffusi nella Grecia. Qui venivano descritti poteri di generi, sia salvifici che malvagi: tramite questi poteri si sarebbe materializzato nel mondo sensibile il mondo incorporeo dei pensieri, archetipo del mondo dell'apparenza. Nonostante il suo successo come mago, Simone rimase strabiliato della superiorità dei poteri degli Apostoli, capaci di conferire il dono dello Spirito Santo, non capendo però che questi non erano trasmissibili dagli stessi, ma solamente per intercessione di Dio. La sua offerta di denaro per poter comprare l'abilità di compiere miracoli, diede il nome alla pratica della simonia. Da quanto però si intende dagli Atti, egli rimase cristiano, confermato dall'apostolo Giovanni, accettando il rimprovero di Pietro.
Nonostante le Sacre Scritture non riportino altre informazioni su quest'individuo, secondo alcuni testi apocrifi e alcune testimonianze anonime riportate da scrittori del II secolo, non solo Simon Mago non si sarebbe realmente pentito, ma avrebbe continuato a proclamare falsità e blasfemie, oltre ad aggirare la plebe tramite le sue illusioni.

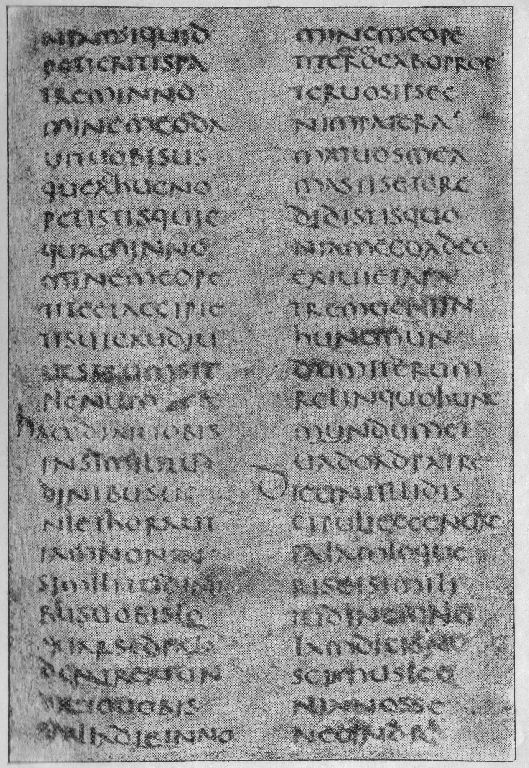
Copia di una pagina del Codex Vercellensis che, secondo la tradizione, sarebbe stato redatto dal vescovo Eusebio di Vercelli, al cui termine è presente Actus Petri cum Simone, qui con dei versi del Vangelo di Giovanni

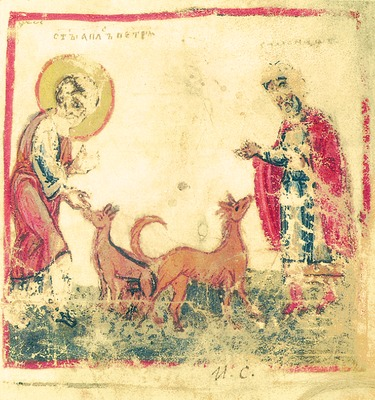
Il cane fatto parlare da Pietro per far da messaggero a Simon Mago, miniatura da un manoscritto Trecentesco della Cronaca di Giorgio Amartolo monaco, Biblioteca nazionale russa di San Pietroburgo

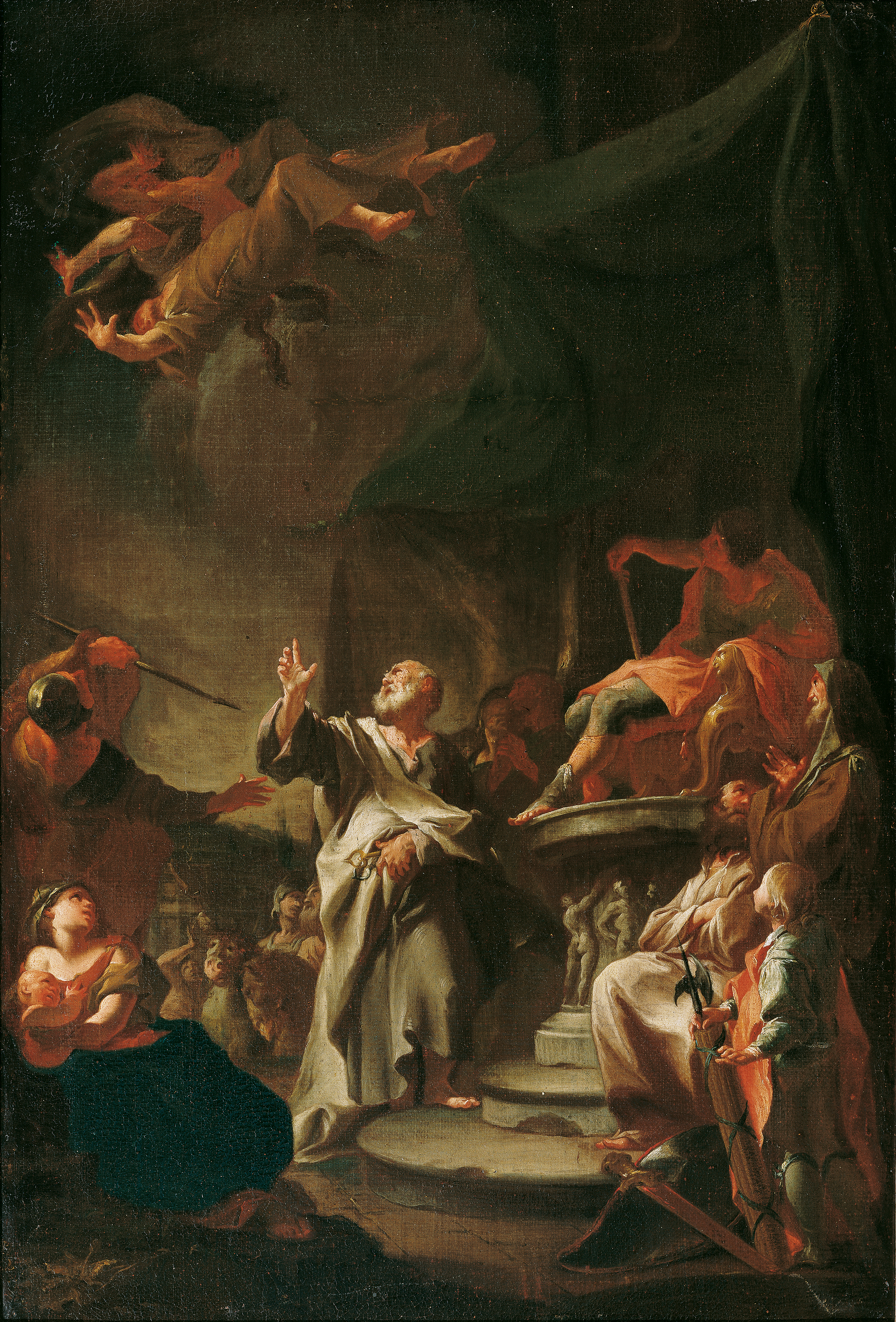
Paul Troger, Der Sturz des Magiers Simon, 1743, Österreichische Galerie Belvedere, Vienna

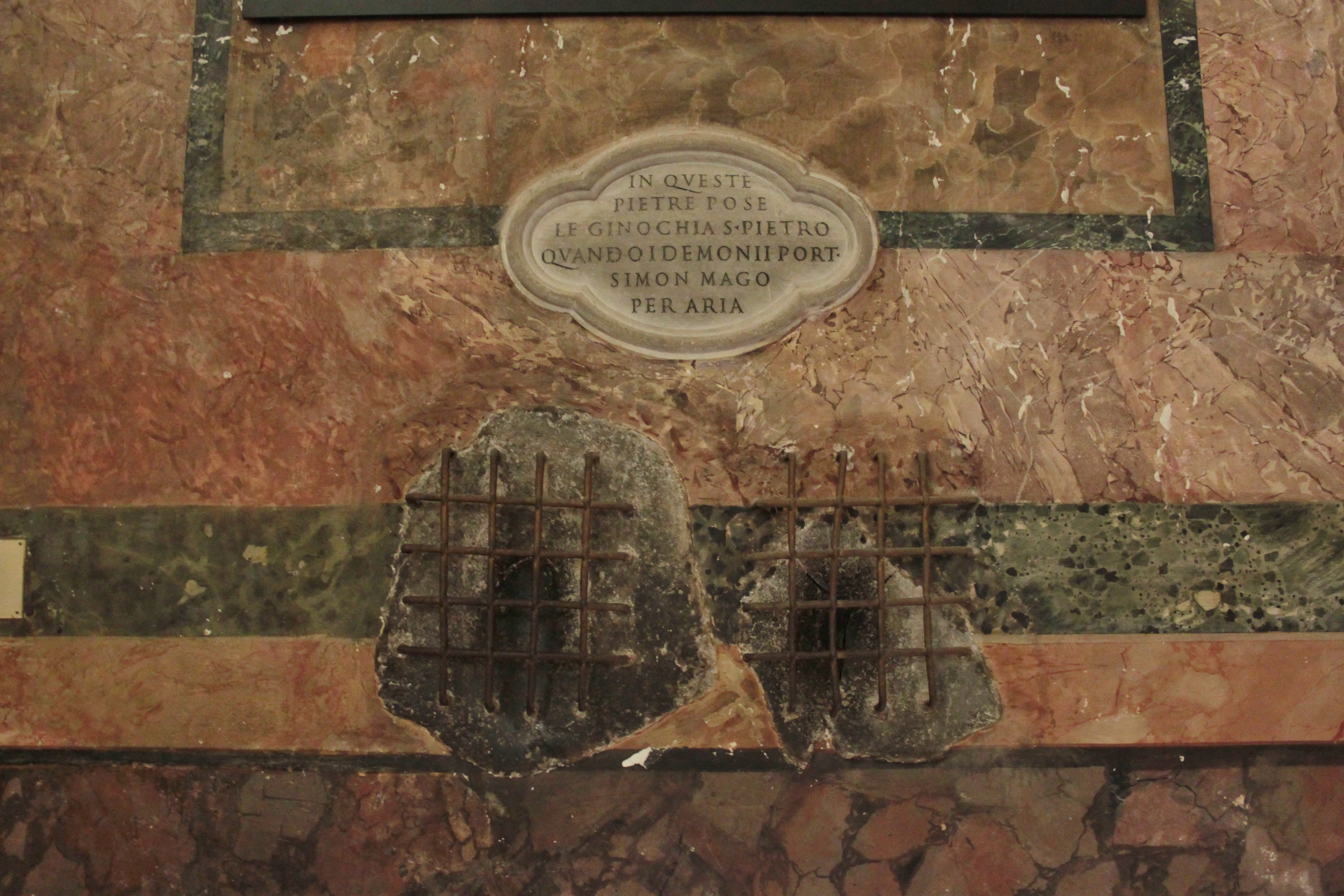
Lastra recante le impronte delle ginocchia di san Pietro sulle mura della basilica di Santa Francesca Romana, nel Foro Romano. Secondo la tradizione, le impronte deriverebbero dall'inginocchiarsi per pregare affinché Simon Mago smettesse di volare.

### Testi apocrifi
In vari apocrifi, pur non concordando molto spesso nelle versioni raccontate, Simone il magio veniva comunemente descritto come arcinemesi o antagonista dell'apostolo Pietro e, dunque, proto-eretico. Questi testi narrano vicende poco plausibili e seguenti all'episodio descritto negli Atti degli Apostoli.

#### Atti di Pietro
Negli Atti di Pietro, testo probabilmente composto tra gli anni 180 e 190, giunto a noi tramite la traduzione latina presente nel Codex Vercellensis da un originale greco perduto, è presente una narrazione molto elaborata riguardo al decesso di Simone Mago (tanto che nello stesso Codex viene chiamato Actus Petri cum Simone): dopo dodici anni dopo la morte di Gesù, quest'ultimo sarebbe apparso come visione a Pietro, per comunicargli che Simone era giunto a Roma, dove, nonostante la conversione, continuava a praticare magia. Cristo gli comanda quindi di recarsi in Cesarea e di imbarcarsi per la capitale dell'Impero con la missione di fermare le sue eresie. Uno di coloro che accolsero l'apostolo al porto di Pozzuoli, di nome Teone, lo avrebbe così informato della situazione:
Dopo una predicazione iniziale, Pietro venne condotto a casa di un senatore, Marcello (non riconducibile al contemporaneo Marco Asinio Marcello, che fu anche console nel 54 d.C.), che sedotto dagli incantesimi di Simone gli garantiva alloggio. Secondo i cristiani dell'Urbe, questo aristocratico romano convertito era un benefattore, ma il suo comportamento sarebbe stato mutato dal suo ospite:
Tenendo presenti queste cose, fratello Pietro, ti facciamo sapere che la grande misericordia di quest'uomo si è mutata in bestemmia. Giacché se lui non avesse cambiato, anche noi non ci saremmo allontanati dalla fede santa in Dio nostro Signore. Ed ora Marcello, furioso, si pente della sua beneficenza asserendo: "Quanti beni ho sperperato e per quanto tempo! Con molta superficialità pensavo di distribuire per la conoscenza di Dio!". Giunge fino al punto che se un forestiero si presenta all'uscio di casa sua, egli lo fa bastonare e mettere alla porta gridando: "Volesse il cielo ch'io non avessi dispensato tanti beni agli impostori!". Ed altre bestemmie ancora. Ma se in te c'è qualcosa della misericordia di nostro Signore e della bontà dei suoi precetti, soccorri nel suo errore colui che fece l'elemosina ad un così grande numero di servi di Dio".»
Arrivati a casa di Marcello, il custode riferì a Pietro che Simone aveva chiesto di rispondere in qualsiasi condizione ch'egli non era presente in casa. Allora Pietro avrebbe slegato un cane, a cui avrebbe donato voce umana, e gli comandò di trovare Simon Mago e di convincerlo nell'incontrarlo in pubblico. Simone rifiutò l'incontro con Pietro, nonostante l'insistenza e i rimproveri del cane parlante, mentre Pietro riconvertiva Marcello e mostrare altri miracoli alla folla. Solo dopo essere stato cacciato dal padrone di casa Simone si recò al luogo di soggiorno di Pietro per sfidarlo, ma quest'ultimo rifiutò lo scontro, giudicandolo blasfemo. Una visione di Gesù nel sonno convinse il primo apostolo a provare le falsità del samaritano in pubblico il sabato successivo. Arrivato quel giorno, Pietro si recò al Foro Romano, dove, davanti una grande folla di gente di tutte le età e stati sociali, intentò un'arringa contro Simone Mago, presente segretamente tra le persone; quest'ultimo ad un certo punto, prese parola, tentando di screditare Gesù come figlio di Dio. Dopo un feroce scambio di accuse, Simone sfidò Pietro a mostrare le sue capacità al popolo: questi allora resuscitò il figlio morto di una vedova e un servo del prefetto Agrippa, portando la moltitudine che assisteva a credergli. Quando anche una donna chiese di riportare in vita il figlio senatore, Pietro chiese che a compiere il miracolo fosse Simone, per dimostrarne l'incapacità. Il mago accettò ad una condizione: se fosse riuscito nell'intento, l'apostolo si sarebbe fatto bruciare vivo in pubblica piazza. Dopo essersi piegato tre volte, Simone riuscì a fargli muovere la testa, aprire gli occhi e a farlo inchinare a lui. Il fatto fece ricredere la folla, ma dopo che Pietro avrebbe fatto notare che il cadavere non si era mai alzato, il prefetto il cui servo era stato resuscitato constatò che il corpo non era in vita. Pietro dunque placò la folla inferocita verso Simone e lo resuscitò lui. Simone riuscì a fuggire alla folla, ma dopo qualche giorno si ripresentò a compiere stregonerie, ma sempre meno persone gli credettero, venendo spesso deriso, mentre la fama di Pietro raggiungeva sempre più persone. Come tentativo ultimo di dimostrazione della sua divinità, annunciò che sarebbe asceso al cielo:
Il giorno dopo, una folla (in cui era presente anche Pietro) si sarebbe riunita in un luogo chiamato Sacra Via per vederlo volare. Dopo un breve discorso, Simon Mago iniziò a levitare sulle teste dei presenti: allora l'apostolo Pietro avrebbe pregato affinché egli smettesse di volare, facendo sì che Simone si fermasse a mezz'aria e iniziasse a cadere, spezzandosi le gambe in tre punti. Dopo questo evento, il mago avrebbe trovato la morte lontano dalla capitale:
 In base a tali documenti Simon Mago risiedette a Roma durante i regni degli imperatori Claudio e Nerone. Qui ottenne fama e gloria, ma fu sfidato ad un confronto pubblico da Pietro e Paolo di Tarso. In questo confronto morì in due modi diversi, secondo due leggende diverse:
1. Si fece seppellire in modo da dimostrare di poter risorgere dopo tre giorni, ma morì nella tomba;[46]
2. Durante una dimostrazione di levitazione al Foro Romano dinnanzi all'imperatore Nerone, per le preghiere dei suoi avversari rivolte a Dio, precipitò, rompendosi le gambe e venendo poi lapidato dalla piazza, spaventata dall'evento. Come si vede in alcune illustrazioni raffiguranti la fine del "profeta".[47]

## Il pensiero
Le fonti successive (Ireneo di Lione) presentano Simone come il fondatore di una vera e propria setta gnostica. Le sue dottrine forse furono influenzate dal dualismo del mazdeismo iraniano. Simone si riteneva un'incarnazione del Noos divino, in grado di manifestarsi come Padre in Samaria, come Figlio in Giudea o come Spirito Santo nelle altre regioni, mentre Elena, una prostituta riscattata da un bordello di Tiro, identificata con la mitica Elena per cui era scoppiata la guerra di Troia, sarebbe stata l'incarnazione di Ennoia, la controparte del Dio Primo, generatrice degli angeli e degli eoni. Questi, a loro volta avevano creato il mondo, ma i più malvagi, in seguito, presi da invidia, avevano imprigionato Ennoia in un corpo umano (appunto Elena), condannando la sua anima a trasmigrare da un corpo all'altro per l'eternità. Simone, però, si era incarnato proprio per liberare Ennoia e tutti gli esseri umani, avendo recuperato il proprio potere divino una volta ricongiuntosi col suo "doppio" femminile.
Egli, pertanto, insegnando al popolo a riconoscerlo come Dio, fondò una setta, detta dei Simoniani. Scopo della setta era affermare la divinità del suo fondatore ed aiutarlo a compiere la sua missione: salvare il mondo dal cattivo governo degli angeli, primo fra tutti il Dio dell'Antico Testamento, Jahvè. 
Per spiegare la crocifissione di Gesù, Simone affermò che tale avvenimento era solo apparente, in quanto Gesù non fu mai crocifisso, così come sosteneva di se stesso che era un uomo solo in apparenza, ma Dio nella realtà.
Ireneo ed Epifanio lo accusarono anche di oscenità a causa di presunti riti sessuali praticati da lui e dai suoi seguaci.

## La scuola

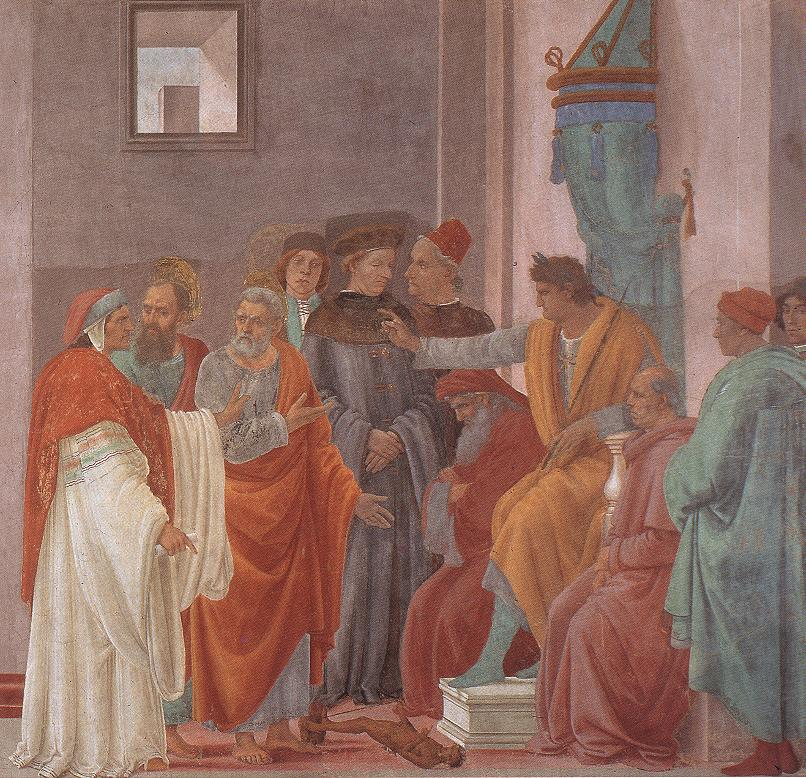
Filippino Lippi, Disputa di san Pietro con Simon Mago davanti all'imperatore, particolare dagli affreschi della cappella Brancacci

### Menandro
Secondo Ireneo «successore di Simone fu Menandro, samaritano di razza, che anch'egli riuscì a giungere al culmine della magia [...] Prendendo spunto da costoro (Simone e Menandro), Saturnino e Basilide esposero dottrine diverse, uno in Siria l'altro ad Alessandria».
Rispetto alla dottrina proto-gnostica di Simone, Menandro non si identificava più con il Sommo Bene ma come una manifestazione del Dio primordiale. Egli sosteneva di essere stato mandato dal cielo per insegnare la magia, attraverso la quale gli uomini avrebbero sconfitto gli angeli cattivi e raggiunto l'immortalità:
(Ireneo, Contro le eresie, I 23, 5)

### Saturnino
Saturnino (Satornil) può essere considerato uno dei primi pensatori propriamente gnostici. Egli fu indicato da Ireneo di Lione quale discepolo di Simon Mago prima e di Menandro poi, ma la sua dottrina si differenziava da quella dei suoi due predecessori per il marcato aspetto anti-giudaico. Visse e predicò ad Antiochia nella prima metà del II secolo.
(Ireneo, Contro le eresie, I 23, 5)
Saturnino arrivò ad identificare il Dio dell'Antico Testamento con uno degli arconti creatori del mondo, il più potente, ed a sostenere che il Padre aveva mandato sulla terra il Cristo per distruggerlo. Il Cristo, però, venne in terra solo apparentemente. Il suo scopo era quello di farci capire che la salvezza consisteva nel liberare lo spirito dal corpo che lo imprigionava e gli impediva di tornare al Padre. Per questo motivo Saturnino rifiutava tutto ciò che era materiale, conduceva una vita dedicata all'ascesi e praticava la castità.

## Riferimenti letterari
Simone Mago viene citato da Dante Alighieri nella Divina Commedia, nel XIX canto dell'Inferno, dove si trova tra i simoniaci:
O Simon mago, o miseri seguaci

che le cose di Dio, che di bontate

deon essere spose, e voi rapaci

per oro e per argento avolterate,

or convien che per voi suoni la tromba,

però che ne la terza bolgia state.
(Dante, Inferno XIX, 1-6)
Il poeta e compositore Arrigo Boito inserisce Simon Mago tra i personaggi principali della propria tragedia lirica Nerone.
Anche nel romanzo Il calice d'argento di Thomas B. Constain, così come nel film omonimo tratto dal romanzo, Simon Mago è uno dei personaggi principali.
Lo scrittore serbo Danilo Kiš ha dedicato alla vicenda di Simon Mago, liberamente rielaborata, il primo dei racconti della sua raccolta Enciclopedia dei morti.
Viene citato in Favola di Venezia.

### Apocrifi
- Dal Codex Vercellensis  Atti di Pietro. URL consultato l'8 novembre 2024 (archiviato il 29 agosto 2024).

### Testi eresiologici
- (EN) Epifanio di Salamina, The Panarion of Epiphanius of Salamis (PDF), traduzione di Williams Frank, II e III, Leida; Boston, E.J. Brill, 2013, ISBN 978-90-04-07926-7. URL consultato il 26 settembre 2024.
- (EN) Plotino, Psychic and Physical Treatises: Comprising the Second and Third Enneads, a cura di Stephen MacKenna, traduzione di Stephen MacKenna, vol. 2, Boston, Charles T. Branford, 1918. URL consultato il 26 settembre 2024 (archiviato l'11 settembre 2024).

### Testi accademici e teologici
- (EN) Markus Bockmuehl, The Remembered Peter: In Ancient Reception and Modern Debate, Mohr Siebeck, 2010. URL consultato il 9 novembre 2024.
- (EN) David R. Cartlidge, The Fall and Rise of Simon Magus, in Bible Review, vol. 21, n. 4, autunno 2005,  pp. 24-36. URL consultato il 26 settembre 2024 (archiviato il 26 settembre 2024).
- (EN) Mark Edwards, Simon Magus, the Bad Samaritan, in Simon Swain e M. J. Edwards (a cura di), Portraits: Biographical Representation in the Greek and Latin Literature of the Roman Empire, New York, Oxford University Press, 1997,  pp. 69-92, ISBN 9781383005387. URL consultato il 26 settembre 2024 (archiviato il 26 settembre 2024).
- Eusebio di Cesarea, Historia ecclesiastica, Roma, Michele Tramezino, 1547. URL consultato il 26 settembre 2024.
- (EN) Alberto Ferreiro, Simon Magus in Patristic, Medieval And Early Modern Traditions, Leida, Brill, 2005, ISBN 978-9004144958.
- (LA) Janus Gruter, Inscriptiones antiquae totius orbis romani, in absolutissimum corpus redactae, Amsterdam, Franciscus Halma, 1707. URL consultato il 26 settembre 2024 (archiviato il 26 settembre 2024).
- (EN) Stephen Charles Haar, Simon Magus: The First Gnostic? (PDF), Walter de Gruyter, 2003, ISBN 978-3-11-017689-6. URL consultato il 26 settembre 2024 (archiviato il 13 settembre 2024).
- (EN) James Hastings, John Chisholm Lambert e ohn Alexander Selbie (a cura di), Dictionary of the Apostolic Church, C. Scribner's Sons, 1918. URL consultato il 26 settembre 2024.
- (EN) Hans Jonas, The Gnostic Religion (PDF), III, Boston, Beacon Press, 2001, ISBN 0-8070-5801-7. URL consultato il 26 settembre 2024 (archiviato il 13 settembre 2024).
- (EN) Francis Legge, Forerunners and Rivals of Christianity, From 330 B.C. to 330 A.D., New York, University Books, 1964, LCCN 64-24125. URL consultato il 26 settembre 2024 (archiviato dall'url originale il 25 marzo 2024).
- (EN) Gerd Lüdemann, Early Christianity according to the Traditions in Acts: A Commentary, Minneapolis, Fortress Press, 1989. URL consultato il 26 settembre 2024.
- (EN) James MacKillop, A Dictionary of Celtic Mythology, New York, Oxford University Press, 2004, ISBN 978-0-19-860967-4. URL consultato il 26 settembre 2024.
- (EN) G.R.S. Mead, Simon Magus, Londra, Theosophical Publishing Society, 1892. URL consultato il 26 settembre 2024 (archiviato il 12 settembre 2024).
- (EN) C. Marvin Pate, The Reverse of the Curse: Paul, Wisdom, and the Law, Tubinga, Mohr Siebeck, 2000. URL consultato il 26 settembre 2024 (archiviato il 26 settembre 2024).
- (EN) Robert McNair Price, The Amazing Colossal Apostle: The Search for the Historical Paul, Signature Books, 2012, ISBN 978-1-56085-216-2. URL consultato il 26 settembre 2024.
- Carla Riviello, Pietro e Simon Mago sul confine tra miracolo e magia nelle omelie in inglese antico, in Lea, n. 12, Firenze, Firenze University Press, 2023,  pp. 339-359. URL consultato il 26 settembre 2024 (archiviato il 29 febbraio 2024).
- (DE) Kurt Rudolph, Die Gnosis. Wesen und Geschichte einer Spätantiken Religion (PDF), Lipsia, Koehler & Amelang, 1977. URL consultato il 26 settembre 2024 (archiviato il 13 settembre 2024).
- (EN) Brian Schmisek, The Rome of Peter and Paul: A Pilgrim's Handbook to New Testament Sites in the Eternal City, Wipf and Stock Publishers, 2017, ISBN 978-1532613098. URL consultato il 9 novembre 2024.
- (EN) Gershom Scholem, Jewish Gnosticism, Merkabah Mysticism, and Talmudic Tradition (PDF), New York, Jewish Theological Seminary of America, 1965. URL consultato il 26 settembre 2024 (archiviato il 10 agosto 2024).
- Manlio Simonetti, Testi gnostici cristiani (PDF), Laterza, 1970. URL consultato il 26 settembre 2024 (archiviato il 13 settembre 2024).
- (EN) George William Joseph Stock, Simon Magus, in Encyclopædia Britannica, vol. 25, XI, 1911,  pp. 126-130. URL consultato il 26 settembre 2024. Ospitato su Wikisource.
- (EN) Jozef Verheyden, Demonization of the Opponent, in Theo L. Hettema e Arie van der Kooij (a cura di), Religious Polemics in Context, 2004.
- (EN) Henry Wace, Dictionary of Christian Biography and Literature to the End of the Sixth Century A.D., with an Account of the Principal Sects and Heresies (PDF), Grand Rapids, 2000. URL consultato il 26 settembre 2024 (archiviato l'8 febbraio 2023).
- Giustino, Apologia, I, 26.
- Ireneo di Lione, Contro le eresie, I, 23-4.
- Ippolito di Roma, Confutazione di tutte le eresie, VI, 9-18.
- Epifanio di Salamina, Panarion, XXI, 5.
- Testi gnostici in lingua greca e latina, a cura di Manlio Simonetti, Milano, Fondazione Lorenzo Valla-Mondadori, 1993, pp. 5–35.

Studi
- Adolf Hilgenfeld, Die Ketzergeschichte des urchristentums, urkundlich dargestellt, Lipsia, 1884, p. 163 sgg.
- E. Haenchen, Gab es eine christlichr Gnosis?, in «Zeitschrift fur Theologie und Kirke», XLIX 1952, p 316 sgg.
- L. Cerfaux, «La gnose simonienne», in Recueil Cerfaux, Gembloux 1954, p. 191 sgg.
- R.M. Grant, Gnosticismo e cristianesimo primitivo, Bologna 1959, p. 83 sgg.
- W. Foerster, «Die ersten Gnostiker Simon und Menander», in Le origini dello gnosticismo a cura di U. Bianchi, Leiden 1967, p 190 sgg.
- J. Frickel, Die 'Apophasis megale' in Hippolyt's Refutatio (VI 9-18): eine Paraphrase zur Apophasis Simons, Roma 1968.
- J.M.A. Salles-Dabadie, Recherches sur Simon le Mage, Paris 1969.
- E. Haenchen, «Simon Magus in der Apostelgeschichte», in Gnosis und Neues Testament, Gütersloh 1973, p. 267 sgg.
- K. Beyschlang, Simon Magus und die christiliche Gnosis, Tübingen, 1974.
- G. Lüdemann, Untersuchungen zur simonianischen Gnosis, Göttingen 1975.
- B. Aland, «Gnosis und Philosophie», in Proceeding of the international Colloquium on Gnosticism, Stockholm-Leiden 1977, p. 34 sgg.
- Simone Pétrement, Le Dieu séparé. Les origines du gnosticisme, Paris 1984, pp. 325–42; 431-58.
- Silvano Cola (a cura di), Pseudo-Clemente, I Ritrovamenti (Recognitiones), Città Nuova, 1993. ISBN 88-311-3104-4
- Stephen Haar, Simon Magus: The First Gnostic?, Berlino, Walter de Gruyter, 2003.
- Michel Onfray, Il Cristianesimo edonista. Controstoria della filosofia II (Le christianisme hédoniste. De Simon le magicien à Montaigne, 2006) Fazi, 2007. ISBN 978-88-8112-893-8.
- Romolo Perrotta, Hairéseis. Gruppi, movimenti e fazioni del giudaismo antico e del cristianesimo (da Filone Alessandrino a Egesippo), Bologna, Edizioni Dehoniane, 2008, ("Simone Mago e i Simoniani", pp. 498–527).